# Platygaster zavchanensis
Platygaster zavchanensis är en stekelart som beskrevs av Peter Neerup Buhl 2004. Platygaster zavchanensis ingår i släktet Platygaster och familjen gallmyggesteklar. Inga underarter finns listade i Catalogue of Life.